# Physostemon
Physostemon é um género botânico pertencente à família Cleomaceae.
1. ↑  «Physostemon — World Flora Online». www.worldfloraonline.org. Consultado em 19 de agosto de 2020